# Aspidogastris
Els aspidogastris (Aspidogastrea, del grec aspis, "escut" i gaster, "ventre") són una subclasse de platelmints trematodes, paràsits de mol·luscs i vertebrats aquàtics. No parasiten els humans.

## Característiques
La seva longitud varia entre aproximadament 1 mm fins a diversos centímetres. Són un grup molt petit amb 60 espècies conegudes, el que contrasta molt amb l'altra subclasse de trematodes, els digenis, que té més de 7.000.
Totes les espècies són paràsites de mol·luscs i vertebrats, tant marins com d'aigua dolça, entre els quals es troben peixos ossis i cartilaginosos i tortugues. Cap espècie és paràsita dels éssers humans o causa danys econòmics, però el grup és d'un gran interès per als zoòlegs, ja que presenten moltes característiques aparentment arcaiques.

## Taxonomia
Les 60 espècies de la subclasse Aspidogastrea es classifiquen en dos ordres i quatre famílies:
Ordre Aspidogastrida
- Família Aspidogastridae Poche, 1907
- Família Multicalycidae Gibson & Chinabut, 1984
- Família Rugogastridae Schell, 1973

Order Stichocotylida
- Família Stichocotylidae Faust & Tang, 1936